# Кинйа
Кинйа — младший сын в башкирской семье.
Термин «Кинйа» относится к башкирским антропонимам.
Существование у башкир специального термина для именования младшего сына в башкирской семье обусловлено его особым положением.
По башкирскому обычаю в случае смерти отца недвижимость семьи (дом, строения) переходит к кинйа — младшему сыну.
От термина «Кинйа» произошли некоторые башкирские имена: мужские Кинъябай, Кинъзябулат, Кинзямурза и женские Кинзябика, Кинзясултан.